# Aedes unicinctus
Aedes unicinctus är en tvåvingeart som beskrevs av Edwards 1922. Aedes unicinctus ingår i släktet Aedes och familjen stickmyggor. Inga underarter finns listade i Catalogue of Life.